# Domenico Celi
Domenico Celi (Bari, 18 gennaio 1973) è un ex arbitro di calcio italiano.

## Carriera
Nativo di Bari, Domenico Celi apparteneva alla sezione di Campobasso, ma dalla stagione 2010-11 è tornato alla sezione di Bari. Dopo aver messo assieme 61 presenze in serie C1 nei cinque anni di militanza, nel 2006, per decisione dell'allora designatore Claudio Pieri, approda nella massima categoria arbitrale.
Ha debuttato nella massima serie italiana il 3 dicembre 2006, dirigendo la partita Torino-Empoli. L'anno successivo è decorato con il Premio "Giorgio Bernardi", destinato al miglior giovane arbitro debuttante in serie A.
Nel maggio 2008 è protagonista di un episodio discusso: durante la partita di serie A Roma-Torino, non espelle per doppia ammonizione l'argentino Hernan Dellafiore, a cui viene però mostrato per due volte il cartellino giallo. L'arbitro pugliese avrebbe poi ammesso l'errore tecnico, ma la gara non sarebbe stata ripetuta. Celi è stato inoltre l'arbitro che ha espulso per la prima volta José Mourinho in Serie A, durante Inter-Sampdoria. Il 3 luglio 2010, con la scissione della C.A.N. A-B in C.A.N. A e C.A.N. B, viene inserito nell'organico della C.A.N. A. L'11 settembre 2011, in occasione dell'incontro della seconda giornata di Serie A 2011-2012 tra Juventus e Parma, ha inaugurato il nuovo stadio dei bianconeri, lo Juventus Stadium.
Nel maggio 2014 incorre in un incidente stradale a bordo del proprio scooter per le vie di Bari, questo lo porta ad alcune fratture che gli rendono impossibile l'attività agonistica per l'intera stagione 2014-15. Tuttavia, nel luglio 2015 viene data conferma da parte dell'AIA del suo ritorno all'attività fisica senza alcun problema, e tornerà ad essere designato a partire dalla stagione 2015-16. Ai fini dei regolamenti AIA, avendo saltato tutta una stagione per indisposizione fisica, essa non sarà conteggiata nel novero finale di eventuale calcolo di dismissione per limiti di permanenza nel ruolo.
Il 12 agosto 2015, dopo un anno di inattività per infortunio, Celi viene designato a dirigere una partita del terzo turno di Coppa Italia, nello specifico Crotone-Ternana. Torna ad arbitrare in massima serie nella seconda giornata di campionato, dirigendo la sfida fra Atalanta e Frosinone.
Al termine della stagione sportiva 2016-2017 ha diretto 141 partite in serie A. Il 1º luglio 2017 viene dismesso dalla CAN A per raggiunti limiti di permanenza nel ruolo.
Il 4 luglio 2017 viene resa nota la sua nomina a membro della commissione arbitrale della CAN D, con Trefoloni responsabile.